# Staraya Ladoga
Staraya Lagoda (tiếng Nga: Ста́рая Ла́дога) là một ngôi làng Chính Thống giáo (selo), thuộc huyện Volkhovsky, tỉnh Leningrad, Liên Bang Nga.

## Tên gọi
Nhà sử học kiêm nhà thơ skald cổ Snorre Sturlason từng gọi ngôi làng này là Aldeigjuborg, theo ngôn ngữ Bắc Âu cổ.

## Lịch sử
Ngôi làng được hình thành vào khoảng năm 753 bởi người Viking Bắc Âu. Khi đó, làng Aldeigjurborg trở thành khu định cư đầu tiên của các di dân đến từ Scandinavia trên lãnh thổ nước Nga ngày nay.
Năm 862, một vị lãnh chúa người Varyag là Rurik dẫn đoàn tàu biển từ miền nam Thụy Điển đến định cư tại Aldeigjurbor và tạo dựng ngôi làng thành căn cứ hậu phương mới.
Sau đó, khi công quốc Rus Novgorod được thành lập, Aldeigjurbor chính thức trở thành thủ đô đầu tiên của công quốc cùng với thành Novgorod, được xem như thủ đô của nhà nước đầu tiên của nước Nga trung cổ. Phải đến 20 năm sau, thuộc tướng của Rurik là Oleg lên kế nhiệm, dời đô từ Novgorod đến Kiev, hình thành đại công quốc Rus_Kiev vĩ đại trong lịch sử nước Nga.

## Văn hóa

### Tôn giáo
Lagoda là một trong những cái nôi của Chính Thống giáo Đông phương tại Nga. Nơi đây còn gìn giữ các di tích nhà thờ cổ được xây dựng từ nhiều thế kỷ trước, đến nay vẫn còn được bảo tồn nguyên vẹn.